# Гильом V (граф Ангулема)
Гильом V Тайлефер (фр. Guillaume V Taillefer; ок. 1065 — 1120) — граф Ангулема с 1087 года. Старший сын Фулька Тайлефера.
Вёл многочисленные феодальные войны, среди противников — герцог Аквитании, граф Марша Бозон III, Гуго де Лузиньян, Алдуин де Барбезьё, Эмар д’Аршиак, Бардон де Коньяк.
В 1118 году отправился в вооружённое паломничество в Святую землю. На обратном пути заболел и умер в монастыре Св. Хериберта в Дойтце (Германия), где и похоронен.
Жена — Витапуа де Безом, дочь Гильома Аманьё II, виконта де Безом и де Бенож. Известны четверо их детей:
- Вульгрин II (ум. 16 сентября 1140), граф Ангулема;
- Раймонд, сеньор де Фронсак;
- Фульк, сеньор де Монтозье;
- дочь, муж — Адемар III, виконт Лиможа.